# Sinodraconarius sangjiuensis
Espèce
Sinodraconarius sangjiuensis est une espèce d'araignées aranéomorphes de la famille des Agelenidae.

## Distribution
Cette espèce est endémique du Tibet en Chine,. Elle se rencontre dans le xian de Zayü.

## Description
Le mâle holotype mesure 12,25 mm et la femelle paratype 12,50 mm, les mâles mesurent de 9,94 à 12,25 mm et les femelles de 11,22 à 16,70 mm.

## Étymologie
Son nom d'espèce, composé de sangjiu et du suffixe latin -ensis, « qui vit dans, qui habite », lui a été donné en référence au lieu de sa découverte, Sangjiu.

## Publication originale
- Li, Zhao, Zhang & Li, 2018 : Sinodraconarius gen. n., a new genus of Coelotinae spiders from southwest China (Araneae, Agelenidae). ZooKeys, no 770, p. 117-135 (texte intégral).